# Johannes Janssen
Johannes Janssen (født 10. april 1829 i Xanten ved Nedrerhinen, død 24. december 1891 i Frankfurt am Main) var en tysk romersk-katolsk historiker og teolog.
Han studerede teologi og historie og ansattes 1854 som katolsk professor i historie ved gymnasiet i Frankfurt, hvilken stilling han vedblev at beklæde i over en menneskealder. Udgået fra et ivrig katolskt hjem lod han sig 1860 præstevie og blev senere apostolisk husprælat; flere gange var der endog tale om at tilbyde ham kardinalhatten, således da Leo XIII efter kardinal Hergenröthers død (1890) ville udnævne ham til kardinalarkivar, men han afslog dette både for en gejstlig og en historiker så hæderfulde tilbud. Som medlem af Zentrum valgtes Janssen 1875 ind i den preussiske landdags deputeretkammer, men trak sig snart tilbage fra politisk virksomhed.
Hans hovedværk er Geschichte des deutschen Volkes seit dem Ausgang des Mittelalters (7 bind, 1876 ff., 8. bind udgivet 1894 af Ludwig Pastor, der senere har tilføjet flere Erläuterungen und Ergänzungen), et arbejde, der har vakt den allerstørste opsigt og modstand i Tyskland. Med benyttelse af et uhyre kildemateriale søger forfatteren ud fra et udpræget katolsk livssyn at føre den nedgang, der i løbet af 16. århundrede faktisk indtræder i Tysklands kultur og åndsliv i sammenligning med tiden nærmest forud, tilbage til reformationen.
Tysklands historieskrivning havde hidtil så godt som udelukkende været protestantisk, intet under, at værket, især 2. og 3. bind, der behandler selve reformationstiden, vakte en storm af uvilje og fremkaldte et utal af smædeskrifter og kritikker fra modpartiet, hvorpå Janssen svarede i An meine Kritiker (1882) og Ein zweites Wort an meine Kritiker (1883). Hvad man angreb, var ikke så meget enkelthederne som helhedsopfattelsen og den formentlig tendentiøse måde, hvorpå de
enkelte citater var anbragte, løsrevne fra deres oprindelige sammenhæng, thi Janssens skildring er for en stor del opbygget af selve de samtidige aktstykker, beretninger med mere.
Det var hans tanke at fortsætte sit arbejde til 1806, men han nåede ikke at føre den bredt anlagte skildring, hvor hovedvægten er lagt på det kulturhistoriske element, ud over 16. århundrede, for hvilket tidsrum det længe forblev det katolske hovedværk. Af hans øvrige skrifter kan nævnes: Frankfurts Reichskorrespondenz von 1376—1519 (2 bind, 1863—73), Schiller als Historiker (1863), Johann Friedrich Böhmers Leben, Briefe und kleineren Schriften (3 bind, 1868), Zeit- und Lebensbilder (2 bind, 1875), Friedrich Leopold, Graf zu Stolberg (2 bind, 1876—77, nybearbejdelse 1882).